# Carabiniers Bushveldt
Pour les articles homonymes, voir BVC.

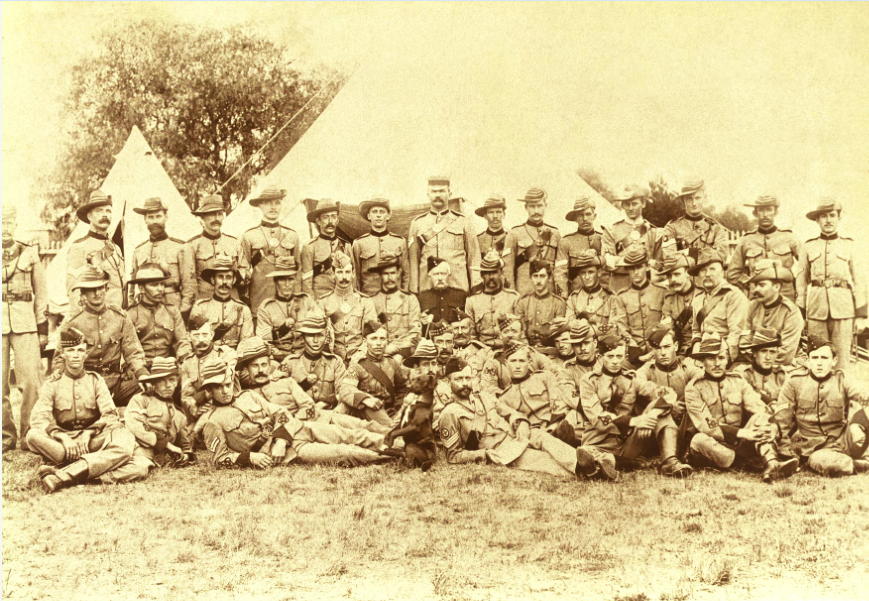
Des carabiniers Bushveldt, pendant la seconde guerre des Boers.

Les carabiniers Bushveldt (Bushveldt Carbineers, abrégé en BVC) étaient les membres, issus de nationalités variées (Australiens en majorité), d'un régiment d'infanterie montée de l'armée britannique créé lors de la seconde guerre des Boers en Afrique du Sud.
Ils furent reconnus comme les premières forces spéciales modernes, par l'utilisation des tactiques subversives contre-insurrectionnelles.
Le régiment 320 fut formé en février 1901 et dirigé par un Australien, le Colonel R. W. Lenehan. Il était basé à Pietersburg, à 180 miles (environ 290 km) au nord de Pretoria, et menait des actions dans la région des Spelonken, au nord du Transvaal, de 1901 à 1902. Environ 40 % de l'effectif des carabiniers Bushveldt était composé d'Australiens ; le régiment comptait également une quarantaine de prisonniers Boers (Afrikaners) ayant été recrutés dans les camps d'internement.
Cette unité a été rendue célèbre probablement comme étant celle dans laquelle servaient les Lieutenants Harry « Breaker » Morant et Peter Handcock quand ils furent traduits en cour martiale. Ils furent exécutés le 27 février 1902 par un peloton d'exécution du régiment d'infanterie des Cameron Highlanders, pour le prétendu meurtre de civils prisonniers de guerre. « Breaker » Morant déclara que le régiment avait reçu l'ordre de ne pas faire de prisonniers. Le Lieutenant George Witton, qui avait également été condamné à la peine capitale par la cour martiale, fut gracié au bout de 3 ans. 